# Ypsolophus buscki
Ypsolophus buscki is een vlinder uit de familie van de koolmotten (Plutellidae). De wetenschappelijke naam van de soort is voor het eerst geldig gepubliceerd in 1982 door Heppner.